# Alternatives économiques
Alternatives économiques, popularment denominada també Alter éco, és una revista mensual que tracta assumptes econòmics i socials. Els seus autors en general són llicenciats universitaris partidaris o simpatitzants de les teories econòmiques neokeynesianes, regulacionistes, i/o postkeynesianes. Aquesta publicació periòdica, gestionada en forma cooperativa pels seus impulsors, no està associada a cap grup de premsa particular, i es manté principalment amb les seves vendes.

## Història i organització
Alternatives économiques va ser fundada per l'economista Denis Clerc en reacció a l'eslògan «"There is no alternative" (TINA)» de Margaret Thatcher, primera ministra del Regne Unit. El projecte d'aquesta publicació era llavors, i ho segueix sent avui dia, mostrar que per contra donada una determinada situació, sempre existeixen alternatives que es puguin imaginar i plantejar.
Amb posterioritat a l'experiència de l'edició i distribució del primer número d'aquesta revista el novembre de 1980, la tirada de la qual llavors va ser de 2000 exemplars, les vendes d'aquesta publicació van augmentar continuadament, fins a situar-se avui dia en més de 100.000 exemplars. Alternatives économiques té actualment una xifra de negocis de més de sis milions d'euros a l'any. En efecte, l'any 2009 per exemple, la societat va ser beneficiària d'uns 29.0000 €.
En el plànol jurídic, Alternatives économiques és en territori francès el que es diu una "societat cooperativa i participativa" (Scop), i en conseqüència, pertany als seus assalariats. D'altra banda, també es va constituir una associació de lectors en afinitat amb la publicació.
El 1995, el grup d'impulsors va llançar Lettre de l'insertion par l'activité économique, que particularment tractava la desocupació. Després, els interessos es van focalitzar en la publicació de la revista Alternatives internationales, en cooperació amb el setmanari Télérama (el primer any) i en cooperació amb el diari Libération (després del maig de 2007). L'"associació de lectors" per la seva banda edita trimestralment L'Économie politique (publicació que conté articles d'investigació i d'opinió en economia), així com organitza debats i taules rodones sobre temes d'interès.
Des de l'any 2006, Alternatives économiques coorganitza un premi de l'Estudiant Emprenedor en Economia Social (PEEES), orientat a promoure l'esperit empresarial d'estudiants en àrees d'economia social.

## Línia editorial
Sens dubte proper al keynesianismo quant a idees de base, Alternatives économiques tracta així mateix temàtiques altermundistes, a més de que amb freqüència desenvolupa crítiques respecte del neoliberalisme i de l'escola neoclàssica. En línies generals, aquesta publicació reivindica una línia editorial «d'esquerra».
Sens dubte, Alternatives économiques és una de les publicacions periòdiques més benvolgudes entre els qui recolzen o adhereixen al moviment altermundista, i la revista forma part, com a persona jurídica, dels membres fundadors de l'associació Attac. En els anys 1990, diversos articles i investigacions dels seus periodistes han posat en relleu les especulacions borsàries en general orientades a sacrificar l'ocupació i a afavorir la rendibilitat, així com alguns aspectes també criticar la validesa científica del teorema de Schmidt.
Així mateix, la publicació se cita regularment com a font d'informació en nombrosos treballs del partit polític francès Europa Ecologia-Els Verds, que pertany al ministre Pascal Canfin, qui també va integrar la redacció d'Alternatives économiques.

## Difusió
| Títol                    | 2000   | 2001   | 2002    | 2003    | 2004    | 2005    | 2008    | 2011    |
| Alternatives économiques | 94 269 | 97 858 | 102 280 | 103 821 | 105 837 | 107 678 | 104 240 | 105 694 |

També utilitzada com a material pedagògic, Alternatives économiques és, a França, promoguda per alguns professors vinculats amb els cursos de ciènciques econòmiques i socials. I per fomentar aquest tipus d'ús a l'educació, s'ofereixen abonaments a preus reduïts als estudiants.

## Crítiques
Alguns critiquen l'orientació neokeynesiana i altermundista d'Alternatives économiques. Per exemple, el diari econòmic i financer francès La Tribune afirma sense ambigüitats que aquesta publicació pertany a «l'esquerra de l'esquerra»; i per la seva banda, el diari conservador francès Le Figaro afirma que molts dels seus articles de forma excessiva justifiquen i promouen l'«antiglobalització».
Per la seva banda, uns altres insisteixen sobre l'excessiva extensió acordada (segons ells) als assumptes socials» en detriment de tot el relatiu als «assumptes empresarials i a les associacions vinculades», com ser la ALEPS o l'Ifrap, aquest últim, un cercle de reflexió liberalconservador, que en particular jutja a Alternatives économiques en bona part com a responsable del «menyspreu» que des de l'educació nacional es transmetria cap a les empreses i els emprenedors, així com de presentar de la mundialització com una «amenaça», i de l'estatisme com alguna cosa en línies generals «positiu». Aquestes últimes idees igualment són defensades per molts petits empresaris.
A causa d'aquestes crítiques, la publicació queda en part com a responsable de la difusió d'idees antiliberals en el sistema educatiu francès, i constitueix això una de les causes d'una desconfiança generalitzada respecte de l'economia de mercat en l'esperit dels alumnes, donada la utilització en classe de material de la revista i per l'ús dels seus articles per part d'editors educatius. Per tant, alguns retreuen a editors i autors de manuals acordar un lloc massa important a Alternatives économiques com a font fiable en el material d'estudi utilitzat pels estudiants (segons el periòdic econòmic francès Les Échos, Alternatives économiques representa el 30% de les fonts de premsa dels manuals Brodes i Hachette; aquestes xifres van ser confirmades per un estudi de l'APSES, on s'assenyala que la premsa diària i les revistes representen els dos terços restants —de tota manera, aquest mateix estudi relativitza aquesta visió, en recordar que Alternatives économiques representa el 8,6% de les fonts citades a Hachette i el 2,8% de les citades a Brodes, ja que les publicacions científiques i els informes publicats per l'Insee, per l'INED, pel Conseil d'analyse économique i pel Senat francès, en l'essencial constitueixen el gruix de les fonts citades per tots els editors analitzats—).
Responent a aquestes crítiques, Philippe Frémeaux reconeix que la revista defensa una línia que ell mateix qualifica com «d'esquerra». Però segons ell mateix, la publicació acorda gairebé la mateixa importància a la cobertura de qüestions socials, que a la d'assumptes purament econòmics i d'actualitat, cosa que distingiria Alternativeséconomiques de la majoria de les altres revistes del sector.
Al contrari de les crítiques assenyalades, la publicació altermundialista Pour lire pas lu considera que Alternatives Économiques manté un enfocament bastant equilibrat i «no tan d'esquerra» sinó més aviat proper de l'orientació en el seu moment retinguda per la Fundació Saint-Simon.
Per la seva banda, altres observadors remarquen que la revista, a causa del baix nivell dels seus ingressos publicitaris en la seva xifra de negocis, és gairebé l'única a ser realment independent del món econòmic.